# Afrancesado
A denominação de "afrancesado" foi aplicada, de jeito pejorativo, em Espanha desde o século XVIII aos seguidores do francês, quer em questões frívolas (como a moda) quer importantes (como as ciências naturais e sociais). A mesma origem da Real Academia foi depurar a língua espanhola da invasão de galicismos que se intensificara com a chegada da dinastia Bourbon ao trono da Espanha (1700, com Filipe V). A oposição entre castiços e afrancesados passou a ter valor político com o Iluminismo, e a exacerbar-se com escândalos pontuais, por exemplo, o que acompanhou a L'Encyclopédie (ou Enciclopédia francesa, 1751) e o seu ambiente intelectual: o enciclopedismo, o mais claro elemento dissolvente do Antigo Regime e de todas as suas estruturas (regime senhorial, sociedade estamental e monarquia absoluta).
A Revolução francesa (1789) e a guerra da Convenção (1793-95) excitaram os sentimentos antifranceses entre o povo espanhol, sobretudo graças à ativa implicação do clero e da Inquisição (numa das últimas funções históricas desta). A posterior aliança com Napoleão impulsionada por Godoy (Príncipe da Paz) não mudou os sentimentos populares nem a exploração deles por parte das elites anti-iluministas. O grande insucesso hispano-francês na batalha de Trafalgar (1805) e as estranhas consequências do tratado de Fontainebleau de 1807 (uma massiva entrada de tropas francesas que teoricamente apenas iam para Portugal) culminaram no motim de Aranjuez e o levantamento de 2 de maio de 1808 que iniciou a Guerra de Independência Espanhola.
Quando a maior parte os secretários, membros dos Conselhos, a burocracia e a aristocracia juraram fidelidade ao rei José I, irmão de Napoleão e imposto por este após a renúncia ao trono de Fernando VII e Carlos IV; o termo afrancesado foi aplicado amplamente com o valor de traidor (colaboracionista), a todos aqueles espanhóis que, durante a ocupação francesa, colaboraram com a mesma ou com a Administração do rei José, quer por interesse pessoal, quer pela crença em que a mudança de dinastia redundaria na modernização da Espanha. Os antigos admiradores do francês que optaram pelo bando denominado patriota (a maior parte amigos pessoais dos do bando afrancesado, e com ideias muito similares) formaram o grupo dos liberais nas Cortes de Cádis.
Acostuma-se considerar estes acontecimentos e os processos históricos e culturais nos quais se inscrevem como a origem do nacionalismo espanhol.
A maior parte dos afrancesados saíram da Espanha com o derrotado exército francês em 1814, formando o primeiro dos grupos de exilados espanhóis que se repetirão sucessivamente ao longo do século XIX com ocasião das mudanças políticos, e que chegarão até 1939.
Com posterioridade à Guerra de Independência, para se referir ao partidário da França ou de o francês (por exemplo, durante a Primeira Guerra Mundial) é usado o termo francófilo, desprovido das conotações negativas do termo afrancesado.

## Características
Em geral, o seu nível de instrução média era muito elevado: a grande maioria dos afrancesados constituía a classe intelectual e pensante do país. Muitos deles participaram na elaboração do Estatuto de Baiona de 1808 e um pequeno grupo era de ideias abertamente revolucionárias, pelo qual este setor dentro do afrancesamento foi chamado jacobinos. Muitos deles, os mais influentes, participaram nas lojas maçônicas bonapartistas, como a madrilena Santa Júlia ou a grande loja de Manzanares (Cidade Real).

## Origem do termo

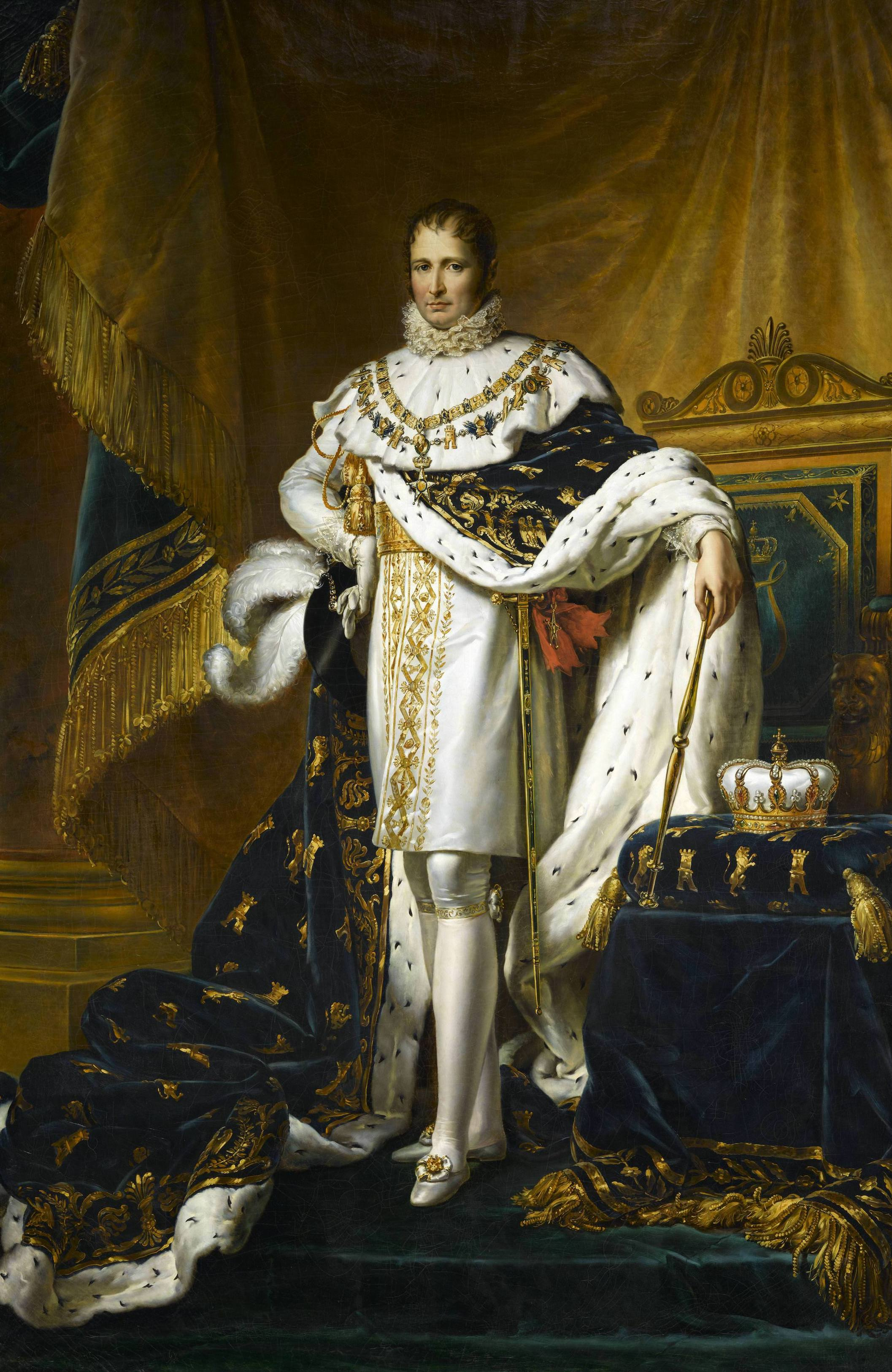
José I da Espanha.

Já na época de Carlos III cunhara-se o termo "afrancesado" para designar aqueles que seguíam os costumes e modas francesas, o qual era habitual. Após a Revolução francesa o termo adquiriu conotações políticas e uma maior vinculação com o pensamento revolucionário. O apoio dos intelectuais e dos funcionários públicos a José I intensificou o uso peiorativo durante a Guerra de Independência.

## Colaboracionistas ou patriotas
O rei José I encontrou um povo que não aceitava a invasão nem a mudança de dinastia, que considerava um atropelo a ocupação por tropas francesas e que estava disposto a lutar. O rei era um homem convencido de ser capaz de efetuar uma reforma política e social da Espanha, transladando parte do espírito da Revolução à sociedade espanhola, ainda ancorada no Antigo Regime. Parte dos intelectuais e funcionários públicos criam nessa missão regeneradora de José I. Leandro Fernández de Moratín animava-o a construir uma sociedade baseada na "razão, a justiça e o poder".
Durante a Guerra da Independência, os afrancesados trataram de fazer de ponte entre os absolutistas e os liberais, mas ganharam o ódio de ambos: uns tratavam-nos de franceses e os outros de espanhóis. Nos seus escritos deixaram manifesto o desejo de recolher o espírito revolucionário francês ao mesmo tempo em que queriam afastar o país das guerras imperiais. De fato, em 1809 enfrentaram a divisão administrativa que Napoleão trata de estabelecer na Espanha com a segregação da Catalunha, Aragão, Navarra e Biscaia sem o conseguir, e tentaram mediar com as Cortes de Cádis para chegar a um acordo que superasse as diferenças com a Constituição de Baiona, mas foram recusados igualmente.

## Caminho do exílio
As Cortes de Cádis, em 1812, aprovaram duas resoluções nas quais todos os bens da corte de José I eram confiscados, bem como os daqueles que tinham colaborado com a sua administração. Após a queda do rei na batalha de Vitória em meados de 1813, toda a corte fugiu para França, e com eles foram caminho do exílio os que, de um ou outro jeito, colaboraram com o regime. Entre eles encontravam-se eclesiásticos, membros da nobreza, militares, juristas e escritores. Cabe destacar-se Juan Sempere y Guarinos, os jornalistas Javier de Burgos, Sebastián de Miñano, Alberto Lista, José Mamerto Gómez Hermosilla, Manuel Narganes e Fernando Camborda; os escritores Juan Meléndez Valdés, Pedro Estala, Juan Antonio Llorente, Leandro Fernández de Moratín, José Marchena e Félix José Reinoso; os eruditos José Antonio Conde, Martín Fernández de Navarrete e Francisco Martínez Mariña, e Mariano Luis de Urquijo, ex ministro, os bispos auxiliares de Saragoça e Sevilha, o general Gonzalo O'Farrill, o coronel Francisco Amorós e outros. Também partiram para a França, embora não exatamente como exiliados, aqueles presos sob o reinado de José I e que transladavam ao território gaulês.

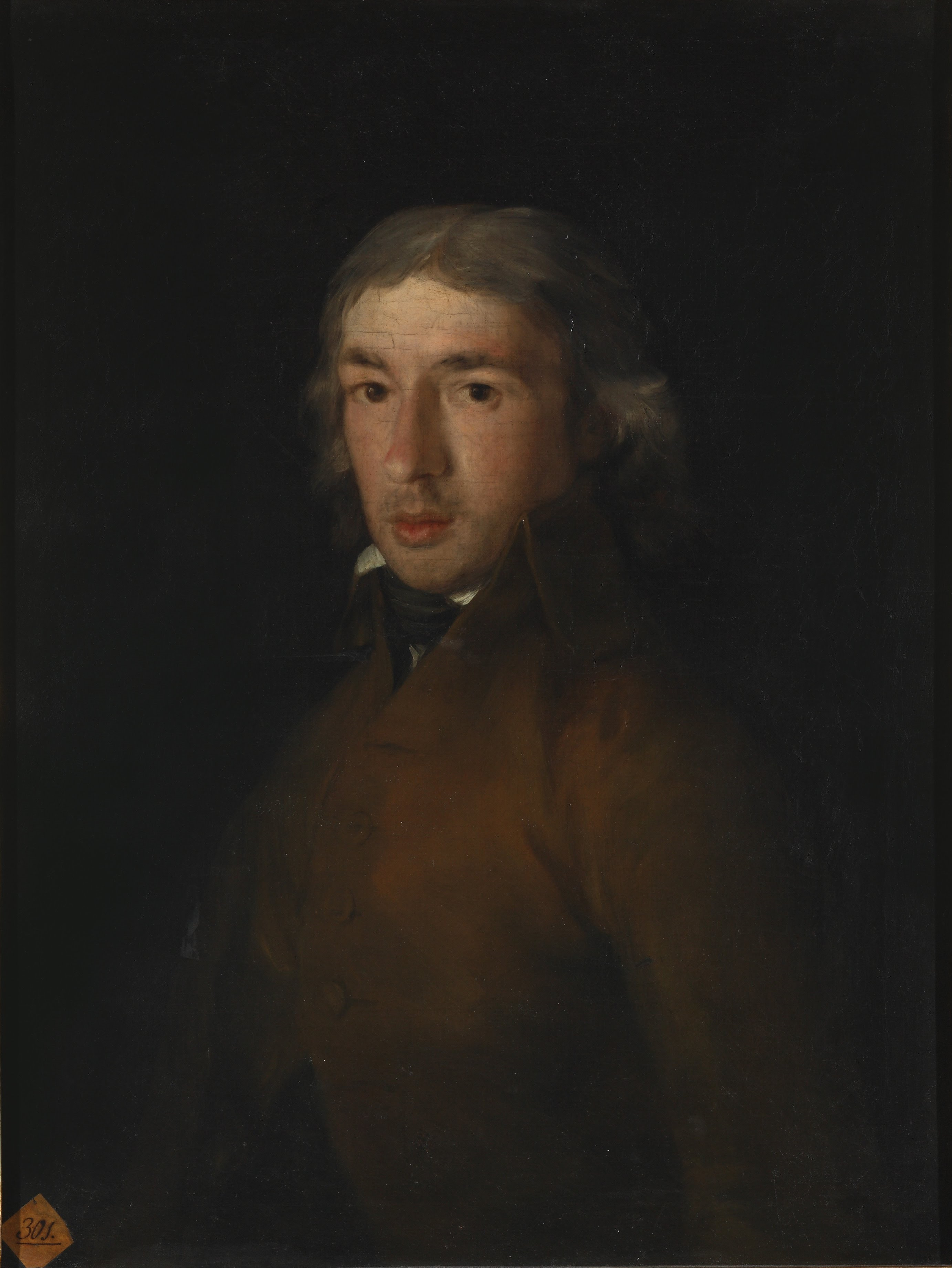
Leandro Fernández de Moratín.

Acredita-se que mais de 4000 espanhóis encontravam-se na França no momento álgido da emigração, embora outras fontes situem este número em 12 000. A sua confiança foi depositada em Fernando VII, que assinara com Napoleão um acordo pelo qual ninguém que servisse a José I seria retaliado e continuariam gozando de todos os direitos e honras à volta do novo rei a Espanha.

## Perseguição no interior
Fernando VII encontrava-se no dourado exílio de Valençay. Enquanto uns iam caminho do ostracismo, ele regressou à Espanha e a 4 de maio de 1814 decretou a suspensão das Cortes de Cádis, limitou a liberdade de imprensa e ordenou a perseguição de todos os afrancesados (incluindo os liberais não colaboracionistas com o regime napoleônico) que viviam em território espanhol, violando os acordos de 1813. A partir deste momento as instruções do governo foram contundentes, com expedientes de depuração em toda a administração, confiscação de bens e detenções massivas que levaram a muitos acusados aos penais de Ceuta e Melilha. Em concreto, Fernando VII adotou quatro disposições com os seus correspondentes castigos, que perseguíam aqueles que reunissem algum dos seguintes requisitos: os colaboracionistas, servidores da ocupação francesa; os que obtiveram prebendas ou honras sob o regime de José I; os funcionário públicos cooperantes que eram aqueles que se mantiveram no seu emprego embora não participassem ativamente no governo; e por último os que simplesmente receberam uma proposta para ocupar um posto, embora a tivessem recusado.

## O retorno e a nova fuga
Por outro lado, Luís XVIII, quando já ostentava a coroa francesa, não quis manter um número tão alto de espanhóis com ideias liberais exilados na França e, após várias tentativas, aguardou ao indulto que permitisse o regresso do exílio, fato que aconteceu em 1820 após o levantamento de Cabezas de San Juan e a reinstauração da Constituição de Cádis, que marcaria o começo do triênio liberal. Evaristo Pérez de Castro decretou a anistia para todos eles. Ao redor de três mil regressaram. A situação, porém, complicou-se com o retorno do absolutismo em 1823, quando muitos dos afrancesados, agora acusados de liberais, voltariam a cruzar a fronteira.

## A cultura do exílio
Os afrancesados representavam, em muitos sensos, uma boa parte da cultura e da inteligência espanholas da época. Muitos deles foram colaboradores por puro interesse por atingir cargos dentro do reinado de José I. Outros muitos criam firmemente nas ideias liberadoras que significava a Revolução francesa, e viram uma oportunidade para a queda do absolutismo.
As suas inquietudes foram insatisfeitas na Espanha, mas também na França. Tudo o seu trabalho ficou obscurecido pelas idas e vidas de uma situação política, a espanhola e francesa de 1812 a 1833, tão turbulenta, prejudicando as suas contribuições. A sua situação na nação gala era juridicamente estranha. Não existia uma regulação para a acolhida dos refugiados políticos e, em muitos casos, foi-lhes aplicada a condição de apátridas. A 21 de abril de 1832, por lei, foram cominados a abandonar França ou, no seu caso, a permanecer em determinadas localidades. Proliferaram as traduções para o espanhol de Voltaire e Montesquieu, uma parte da obra jurídica espanhola foi traduzida para o francês, estudos sobre a implantação do papel moeda foram realizados e continuou-se com o trabalho do Iluminismo.
Trata-se, possivelmente, do primeiro exílio político massivo que ocorreu na Espanha ao longo da história.